# قشلاق قوجا حاجي خسرو (مقاطعة بيله سوار)
قشلاق قوجا حاجي خسرو (بالفارسية: قشلاق قوجاحاجی خسرو) هي منطقة سكنية تقع في إيران في أردبيل. يقدر عدد سكانها بـ 40 نسمة .